# Gebrochene Blüten
Gebrochene Blüten (englischsprachiger Originaltitel: Broken Blossoms or The Yellow Man and the Girl, alternativer deutscher Titel: Eine Blüte gebrochen) ist ein US-amerikanisches Filmdrama des Regisseurs David Wark Griffith aus dem Jahr 1919, basierend auf einer Erzählung des britischen Autors Thomas Burke. 1996 wurde der Film in das National Film Registry aufgenommen.

## Handlung
Cheng Huan verlässt seine Heimat China, um die Lehren Buddhas im Westen bekannt zu machen. Sein Optimismus verschwindet, nachdem er die brutale Realität der Stadt London kennenlernt. Während seiner Mission trifft Huan auf die gebrochene Blüte Lucy Burrows, die misshandelte Adoptivtochter des Preisboxers Battling Burrows.
Nachdem Lucy eines Abends vom Battling Burrows misshandelt und geschlagen wird, findet sie bei Cheng Zuflucht. In seinem exotisch eingerichteten Zimmer über seinem Laden pflegt Cheng die Verletzte. Zwischen den beiden von der Gesellschaft Verstoßenen beginnt eine Liebesgeschichte. Doch als ein Kunde Lucy bei Cheng erkennt und ihren Vater ins Bild setzt, schleift dieser sie ob der Schande zurück nach Hause, wo sie sich aus Todesangst in einen Wandschrank einschließt.
Als Cheng schließlich ihr Haus erreicht, findet er nur noch ihren Leichnam, und auf ihrem Gesicht ist zum ersten Mal der Ansatz eines Lächelns zu sehen. Der betrunkene Battling Burrows trifft auf den trauernden Cheng und geht auf ihn mit einem Beil los, worauf er von Cheng erschossen wird. Dieser trägt Lucys Leichnam zu sich nach Hause, wo er sich vor einem Buddhaschrein mit Hilfe eines Messers das Leben nimmt.

## Filmmusik
Griffith führte nicht nur Regie, sondern komponierte auch die Illustrationsmusik zu seinem Film. Die Themamelodie „Broken Blossoms“, ein Walzer, hat sich, gespielt vom Streichorchester der „Gramophone“ in Kopenhagen, auf einer dänischen Grammophonplatte aus dem Jahr 1920 erhalten.

## Rezeption
Der Stummfilm Gebrochene Blüten wurde ursprünglich für das Filmproduktionsunternehmen Paramount Pictures unter der Leitung von Adolph Zukor produziert. Nachdem der Regisseur David Wark Griffith aber am 5. Februar 1919 zusammen mit Charles Chaplin, Douglas Fairbanks und Mary Pickford das Verleihunternehmen United Artists gegründet hatte, wurden für deren Verleihapparat Kinofilme benötigt. Griffith kaufte der Paramount Pictures die Verleihrechte ab und ließ seinen Kinofilm durch die United Artists auswerten. Der Film Gebrochene Blüten erlebte am 13. Mai 1919 in New York seine Premiere und war der erste von United Artists ausgewertete Kinofilm. Erst im Mai 1923 erlebte der Stummfilm seine Erstaufführung in Deutschland. Er erhielt in Deutschland am 9. Mai 1923 ein Jugendverbot. Dagegen wurde ein Antrag der badischen Landesregierung, die Zulassung des Films wegen seiner „verrohenden“ Wirkung zu widerrufen, von der Film-Oberprüfstelle in Berlin am 17. April 1925 abgewiesen.
Broken Blossoms wurde auch später von Filmkritikern meist gelobt; bei Rotten Tomatoes fallen 20 der 21 Kritiken positiv aus. Roger Ebert lobt die Schauspielleistung von Lilian Gish sowie die atmosphärische Regie Griffiths. Die Darstellung der Asiaten im Film wirke heute vielleicht stereotypisch, sei aber damals fortschrittlich gewesen und habe für Toleranz zwischen Menschen verschiedener Herkunft plädiert. Der Filmdienst sieht Gebrochene Blüten als „Meisterwerk“ von Griffith; seine „konzentrierte Verdichtung von Raum und Zeit, verbunden mit atmosphärischer Fotografie und virtuosen Schauspielerleistungen“, hätte den impressionistischen französischen Film sowie den deutschen Kammerspielfilm der 20er Jahre maßgeblich beeinflusst.